# Enrico Pandone
Enrico Pandone (dal 1520 Pandone d'Aragona; Napoli, tra il 1495 e il 1497 – Napoli, 1º dicembre 1528) è stato un nobile e condottiero italiano.
Fu duca di Bojano, 4º conte di Venafro, barone di Capriati e Prata, signore di Campochiaro, Cerasuolo, Ciorlano, Collestefano, Filignano, Fossaceca, Gallo, Guardiaregia, Letino, Macchiagodena, Mastrati, Montaquila, Pettorano, Pratella, Roccaravindola, Roccasanvito, Santa Maria Oliveto, Valleampia e Zandenusio, capitano di San Polo Matese e cavaliere dell'Ordine di Malta.

## Biografia
Enrico Pandone nacque a Napoli tra il 1495 e il 1497, figlio di Carlo Pandone ed Ippolita d'Aragona, figlia di Enrico d'Aragona. Dopo la morte del padre nel 1498, che aveva designato Enrico come suo erede nel possesso della contea di Venafro, crebbe sotto la reggenza della madre fino al raggiungimento della maggiore età nel 1514. Nel 1516 gli furono confermati i beni familiari che aveva ereditato e venne ascritto quale cavaliere dell'Ordine di Malta.
Fedele in un primo momento alla causa dell'imperatore Carlo V d'Asburgo che nel 1525 lo aveva nominato duca di Bojano in ricompensa per la vittoria riportata nella battaglia di Roma nell'ambito della guerra dei quattro anni, avendo sperperato tutte le ricchezze della famiglia, l'anno dopo si pose dalla parte dei francesi in occasione della discesa in Italia del maresciallo Odet de Foix volta a conquistare il Regno di Napoli. Sperava così in una vittoria del Lautrec che gli consentisse di riavere dai propri creditori, partigiani imperiali, i possedimenti perduti.
A causa dell'esito infausto della guerra della Lega di Cognac per i francesi (definitiva sconfitta e resa nell'assedio di Napoli del 1528), Enrico decise di lasciare il Regno assieme alla moglie Caterina/Isabella Acquaviva d'Aragona. Intento ad organizzare la fuga a Venafro, fu ivi catturato e condotto prigioniero nel Castel Nuovo di Napoli, dove il 1º dicembre venne fatto decapitare per fellonia da Filiberto di Chalon, principe di Orange. Di conseguenza, il castello di Venafro, sua residenza, fu saccheggiato dai soldati e la famiglia di Enrico venne spogliata di tutti i propri beni. Lo scrittore venafrano Battista della Valle per ricordarne le gesta gli aveva dedicato la sua opera Vallo.

## Ascendenza
|                          |                    |                           | Genitori                  |  |  | Nonni |  |  | Bisnonni      |  |  | Trisnonni         |  |
|                          |                    |                           |                           |  |  |       |  |  | Carlo Pandone |  |  | Francesco Pandone |  |
|                          |                    |                           |                           |  |  |       |  |  | Carlo Pandone |  |  | Francesco Pandone |  |
|                          |                    | ? Carafa                  |                           |  |  |       |  |  | Carlo Pandone |  |  |                   |  |
| Scipione Pandone         |                    |                           |                           |  |  |       |  |  | Carlo Pandone |  |  |                   |  |
|                          |                    | Margherita del Balzo      | Jacopo del Balzo          |  |  |       |  |  |               |  |  |                   |  |
|                          |                    | Margherita del Balzo      | Jacopo del Balzo          |  |  |       |  |  |               |  |  |                   |  |
|                          |                    | Margherita del Balzo      | Covella di Tocco          |  |  |       |  |  |               |  |  |                   |  |
| Carlo Pandone            |                    | Margherita del Balzo      |                           |  |  |       |  |  |               |  |  |                   |  |
|                          |                    | Onorato II Caetani        | Cristoforo Caetani        |  |  |       |  |  |               |  |  |                   |  |
|                          |                    | Onorato II Caetani        | Cristoforo Caetani        |  |  |       |  |  |               |  |  |                   |  |
|                          |                    | Onorato II Caetani        | Giovannella del Forno     |  |  |       |  |  |               |  |  |                   |  |
| Lucrezia Caetani         |                    | Onorato II Caetani        |                           |  |  |       |  |  |               |  |  |                   |  |
|                          |                    | Francesca di Capua        | Fabrizio di Capua         |  |  |       |  |  |               |  |  |                   |  |
|                          |                    | Francesca di Capua        | Fabrizio di Capua         |  |  |       |  |  |               |  |  |                   |  |
|                          |                    | Francesca di Capua        | Covella Gesualdo          |  |  |       |  |  |               |  |  |                   |  |
| Enrico Pandone d'Aragona |                    | Francesca di Capua        |                           |  |  |       |  |  |               |  |  |                   |  |
|                          | Ferrante d'Aragona | Alfonso V d'Aragona       |                           |  |  |       |  |  |               |  |  |                   |  |
|                          | Ferrante d'Aragona | Alfonso V d'Aragona       |                           |  |  |       |  |  |               |  |  |                   |  |
|                          | Ferrante d'Aragona | Gueraldona Carlino        |                           |  |  |       |  |  |               |  |  |                   |  |
| Enrico d'Aragona         | Ferrante d'Aragona |                           |                           |  |  |       |  |  |               |  |  |                   |  |
|                          |                    | Diana Guardato            | Zaccaria Guardato         |  |  |       |  |  |               |  |  |                   |  |
|                          |                    | Diana Guardato            | Zaccaria Guardato         |  |  |       |  |  |               |  |  |                   |  |
|                          |                    | Diana Guardato            | ?                         |  |  |       |  |  |               |  |  |                   |  |
| Ippolita d'Aragona       |                    | Diana Guardato            |                           |  |  |       |  |  |               |  |  |                   |  |
|                          |                    | Antonio Ventimiglia       | Giovanni I Ventimiglia    |  |  |       |  |  |               |  |  |                   |  |
|                          |                    | Antonio Ventimiglia       | Giovanni I Ventimiglia    |  |  |       |  |  |               |  |  |                   |  |
|                          |                    | Antonio Ventimiglia       | Agata Prades Moncada      |  |  |       |  |  |               |  |  |                   |  |
| Polissena Ventimiglia    |                    | Antonio Ventimiglia       |                           |  |  |       |  |  |               |  |  |                   |  |
|                          |                    | Margherita di Chiaromonte | Tristano di Chiaromonte   |  |  |       |  |  |               |  |  |                   |  |
|                          |                    | Margherita di Chiaromonte | Tristano di Chiaromonte   |  |  |       |  |  |               |  |  |                   |  |
|                          |                    | Margherita di Chiaromonte | Caterina Orsini del Balzo |  |  |       |  |  |               |  |  |                   |  |
|                          |                    | Margherita di Chiaromonte |                           |  |  |       |  |  |               |  |  |                   |  |

## Discendenza
Enrico Pandone si sposò a Napoli il 10 dicembre 1514 con Caterina/Isabella Acquaviva d'Aragona, figlia di Giovanni Francesco Acquaviva d'Aragona, marchese di Bitonto, e Dorotea Gonzaga, dalla quale ebbe Francesco, marito di Laura Albertini, vissuto in miseria dopo la rovina del padre, e un altro figlio, del quale non si conosce il nome, morto suicida. Come figlia, aveva avuto Elisabetta, andata in sposa a Prospero di Palma. Già imparentato dalla nascita con gli Aragona, coi quali la casata della consorte era legata, celebrate le nozze, a partire dal 1520 unì al nome della propria famiglia quello della dinastia reale spagnola.

## Opere

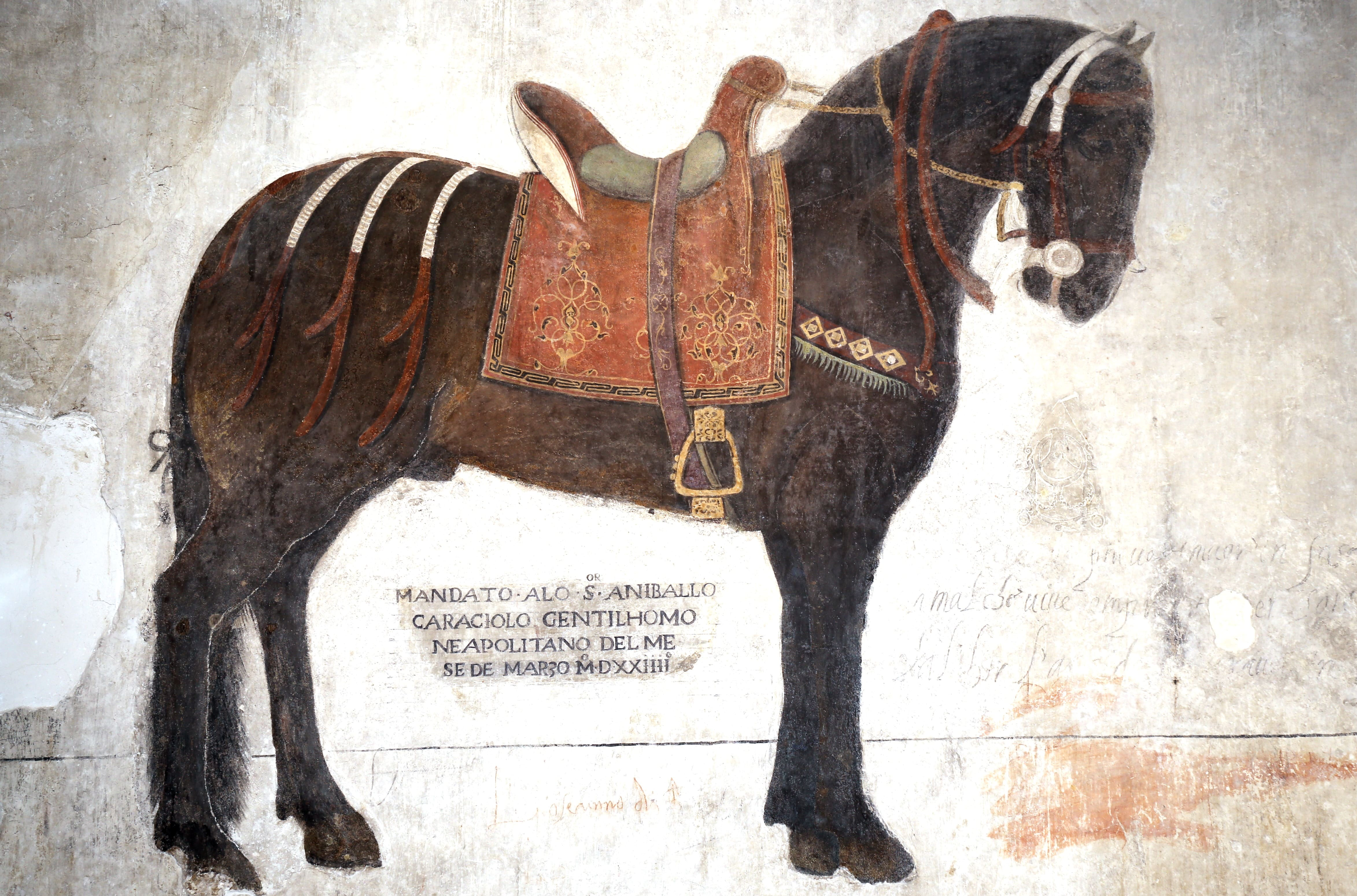
Anonimo, Affresco di cavallo, Castello Pandone, Venafro, 1524

In vita, Enrico Pandone fece ristrutturare il Castello Pandone di Venafro aggiungendovi un giardino e una torre lungo le fortificazioni delle mura di cinta. Da sempre appassionato di cavalli (che però furono anche causa della sua rovina), nel 1524 commissionò ad un artista anonimo la realizzazione di affreschi ad essi dedicati (ciclo di affreschi dei Cavalli del castello Pandone) nelle scuderie, nel piano nobile e nel loggiato occidentale della residenza.